# Hamlets
Hamlets (ранее известная как IBM Servlet-based Content Creation Framework) — это открытая программная среда для генерации веб-страниц, первоначально созданная Рене Павлицек (René Pawlitzek) из IBM. Рене определяет Hamlets как расширение сервлетов, которое с помощью SAX (the Simple API for XML) позволяет считывать файлы шаблонов XHTML и динамически вставить контент в места, отмеченные специальными тегами и идентификаторами. Вставка контента производится с помощью небольшого набора callback-функций. Для ускорения работы Hamlets можно использовать компилятор шаблонов.
Hamlets обеспечивает простую в употреблении и понимании, компактную систему для разработки веб-приложений основанную на сервлетах. Система Hamlets не только поддерживает, но и стимулирует полное разделение данных и представления.